# Bernie Paz
Bernardo Paz-Soldan (ur. 5 lipca 1968 w Limie) – peruwiański aktor telewizyjny i filmowy.

## Filmografia

### Telenowele
- 2000: Żona potrzebna od zaraz (María Rosa, búscame una esposa) jako Martin
- 2000: Pożyczone życie (Vidas Prestadas) jako Renato 'Reni' Valente López
- 2001: Samotność (Soledad) jako Leonardo 'Leo' García
- 2003: Todo sobre Camila jako Eduardo Bonfil
- 2003: Los nie ma ulubienców (El Destino no tiene favoritos) jako Alejandro
- 2004: Ángel rebelde jako Claudio Salazar
- 2005: Cud miłości (Milagros) jako Gringo Veloachaga
- 2005: El pasado no perdona jako Esteban Zaldivar/Manuel Lara
- 2006: Kraina namiętności (Tierra De pasiones) jako Fernando Solís
- 2007: Decisiones jako Manuel
- 2007: Osaczona (Acorralada) jako Rodrigo
- 2007: Mi adorada Malena jako Leonardo
- 2008: Gotowe na wszystko (Amas de casa desesperadas) jako Carlos Solis
- 2009: Mujer comprada jako Franco
- 2010: Condesa por amor jako Anibal
- 2011: Lalola jako Ramiro "Lalo" Padilla
- 2011: Emperatriz jako Alejandro Miranda
- 2014: Twoja na zawsze (Siempre tuya Acapulco) jako Stefano Canciano